# Alexandr Zasjaďko
Aleksandr Fjodorovič Zasjaďko (rusky Александр Фёдорович Засядько, ukrajinsky Олександр Федорович Засядько, Oleksandr Fedorovyč Zasjaďko; 7. zářígreg. / 25. srpnajul. 1910, Horlivka – 5. září 1963, Moskva) byl sovětský politik, zástupce předsedy rady ministrů SSSR (1958-1962) a hrdina socialistické práce (1957).
Je podle něj pojmenován důl v Doněcku.

## Galerie

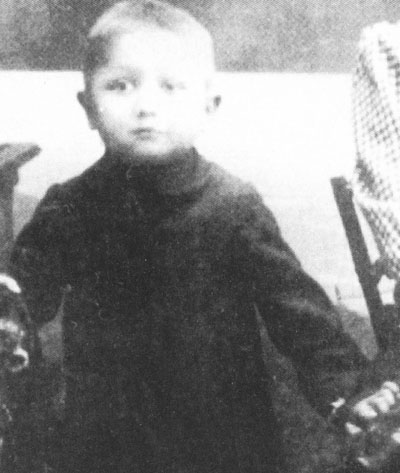
Alexandr Zasjaďko ve čtyřech letech
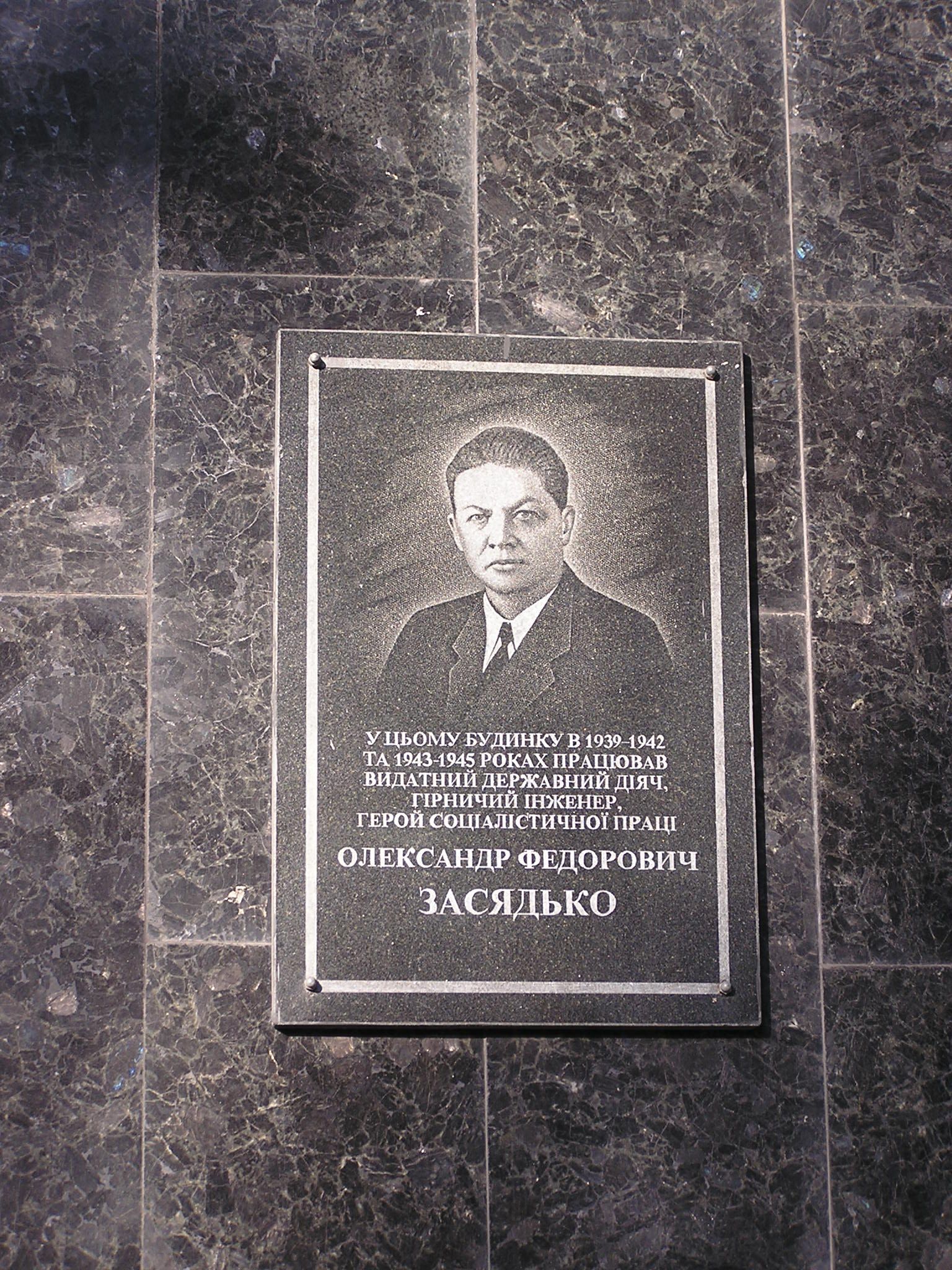
Pamětní deska v Doněcku